# 1992년 MTV 무비 어워드
제1회 MTV 무비 & TV 어워드는 1992년 6월 10일에 열린 시상식이다.

## 수상 및 후보

### 최고의 영화상
- 터미네이터 2 - 심판의 날 - 제임스 카메론 수상
- 분노의 역류 - 론 하워드
- 보이즈 앤 후드 - 존 싱글톤
- JFK - 올리버 스톤
- 로빈 훗 - 케빈 레이놀즈

### 최고의 남자배우상
- 터미네이터 2 - 심판의 날 - 아놀드 슈왈제네거 수상
- 로빈 훗 - 케빈 코스트너
- 케이프 피어 - 로버트 드 니로
- 도어즈 - 발 킬머

### 최고의 여자배우상
- 터미네이터 2 - 심판의 날 - 린다 해밀턴 수상
- 델마와 루이스 - 지나 데이비스
- 요람을 흔드는 손 - 레베카 드 모네이
- 로빈 훗 - 메리 엘리자베스 매스트란토니오
- 사랑을 위하여 - 줄리아 로버츠

### 주목할만한 배우상
- 터미네이터 2 - 심판의 날 - 에드워드 펄롱 수상
- 마이 걸 - 안나 클럼스키
- 사랑을 위하여 - 캠벨 스코트
- 뉴 잭 시티 - 아이스 티
- 신부의 아버지 - 킴벌리 윌리엄스

### 가장 매력적인 남우상
- 폭풍 속으로 - 키아누 리브스 수상
- 로빈 훗 - 케빈 코스트너
- 초보 영웅 컵스 - 크리스찬 슬레이터
- 폭풍 속으로 - 패트릭 스웨이지
- 더블 반담 - 장 끌로드 반담

### 가장 매력적인 여우상
- 터미네이터 2 - 심판의 날 - 린다 해밀턴 수상
- 돈 텔 맘 - 크리스티나 애플게이트
- 최종 분석 - 킴 베이싱어
- 웨인즈 월드 - 티아 카레레
- 사랑을 위하여 - 줄리아 로버츠

### 최고의 키스상
- 마이 걸 - 맥컬리 컬킨 수상
- 아담스 패밀리 - 안젤리카 휴스턴 & 라울 줄리아
- 벅시 - 아네트 베닝 & 워렌 비티
- 케이프 피어 - 줄리엣 루이스 & 로버트 드니로
- 총알 탄 사나이 2 - 프리실라 프레슬리 & 레슬리 닐슨

### 최고의 악당상
- 요람을 흔드는 손 - 레베카 드 모네이 수상
- 케이프 피어 - 로버트 드 니로
- 터미네이터 2 - 심판의 날 - 로버트 패트릭
- 로빈 훗 - 앨런 릭먼
- 뉴 잭 시티 - 웨슬리 스나입스

### 최고의 코믹연기상
- 굿바이 뉴욕 굿모닝 내 사랑 - 빌리 크리스탈 수상
- 웨인즈 월드 - 데이너 카비
- 신부의 아버지 - 스티브 마틴
- 밥에게 무슨 일이 생겼나 - 빌 머레이
- 웨인즈 월드 - 마이크 마이어스

### 최고의 콤비상
- 웨인즈 월드 - 마이크 마이어스 & 다나 카비 수상
- 마지막 보이 스카웃 - 데이먼 웨이언스 & 브루스 윌리스
- 마이 걸 - 안나 클럼스키
- 로빈 훗 - 케빈 코스트너 & 모간 프리먼
- 델마와 루이스 - 지나 데이비스

### 최고의 액션장면
- 터미네이터 2 - 심판의 날 - LA 도로 추격 씬 수상
- 분노의 역류
- 코 끝에 걸린 사나이
- 마지막 보이 스카웃
- 폭풍 속으로

### 최고의 음악상
- 로빈 훗 - Bryan Adams: 'Everything I Do I Do It For You' 수상
- 아담스 패밀리 - Groove Hammer: 'Addams'
- 뉴 잭 시티 - Color Me Badd: 'I Wanna Sex You Up'
- 러쉬 - 에릭 클랩튼
- 터미네이터 2 - 심판의 날 - Guns N Roses: 'You Could Be Mine'

### 신인 제작자상
- 보이즈 앤 후드 - 존 싱글톤 수상

### 평생공로상
- Jason Voorhees 수상